# Охват в социальных сетях
Охват в социальных сетях — метрика эффективности маркетинга в социальных медиа, описывающая количество пользователей, провзаимодействовавших с контентом, размещенным в социальной сети.
В отличие от количества показов, охват вычисляется, исходя из количества уникальных аккаунтов, которым была показана реклама или другой контент:
{\displaystyle R={\frac {I}{\bar {f}}}}
где {\displaystyle R} — охват, {\displaystyle I} — количество показов, {\displaystyle {\bar {f}}} — средняя частота показов.
Средства аналитики социальных сетей позволяют точно рассчитывать стоимость и демографическую структуру охвата.

## Типы охвата

### Органический охват
Получается на основе прямого вычисления количества пользователей, просмотревших запись (пост, stories и т. д.) в своей ленте социальной сети Facebook, Вконтакте, Instagram, LinkedIn, Twitter или других.

### Рекламный охват
Включает в себя показы контента, произошедшие за счёт платного продвижения средствами таргетированной рекламы в социальной сети или другого вида рекламы (например, гостевых постов).

### Виральный охват
Соответствует количеству пользователей, увидевших контент после того, как им поделился какой-либо другой пользователь (помимо самого автора). Например, если кто-то из друзей пользователя на Facebook поделился в своей ленте публикацией некоторой страницы, виральный охват этой публикации вырастет, как только пользователь увидит этот пост в своей ленте в качестве перепоста от своего друга.

## Охват и вовлечённость
Охват является показателем масштабности рекламной кампании, но сам по себе недостаточен для оценки её эффективности. Для того, чтобы понимать, была ли охвачена целевая аудитория, полезно использовать также показатель вовлечённости (ER).

## Рост органического охвата
Алгоритмы социальных сетей отслеживают поведение пользователей при взаимодействии с контентом (например, постом в Instagram). От того, насколько пользователи вовлечены — комментируют, ставят лайки, делятся публикацией — зависит, насколько активно этот контент будет показываться другим участникам и их лентах. Пост, быстро набравший много отметок «нравится» и активно комментируемый, быстрее попадёт во внимание других подписчиков автора.